# Башурово
Башурово (на руски: Башурово) е село в Облученски район на Еврейската автономна област. Влиза в състава на Пашковското селище.
Село Башурово се намира в погранична зона, пътуването дотам е с пропуски.

## География
Селото е разположено на левия бряг на река Амур.
До Башурово се достига по път, който тръгва на юг (покрай Амур) от село Пашково.
Разстоянието до Пашково е около 30 км; а до районния център, град Облучие, – около 65 км.
От село Башурово покрай река Амур продължава пътят към село Радде, Разстоянието е около 10 км.